# ورزشگاه بریتا آرنا
ورزشگاه بریتا آرنا (به آلمانی: Brita-Arena) یک ورزشگاه فوتبال در آلمان است که در ویسبادن واقع شده‌است.